# Ex Caserma del Littorio

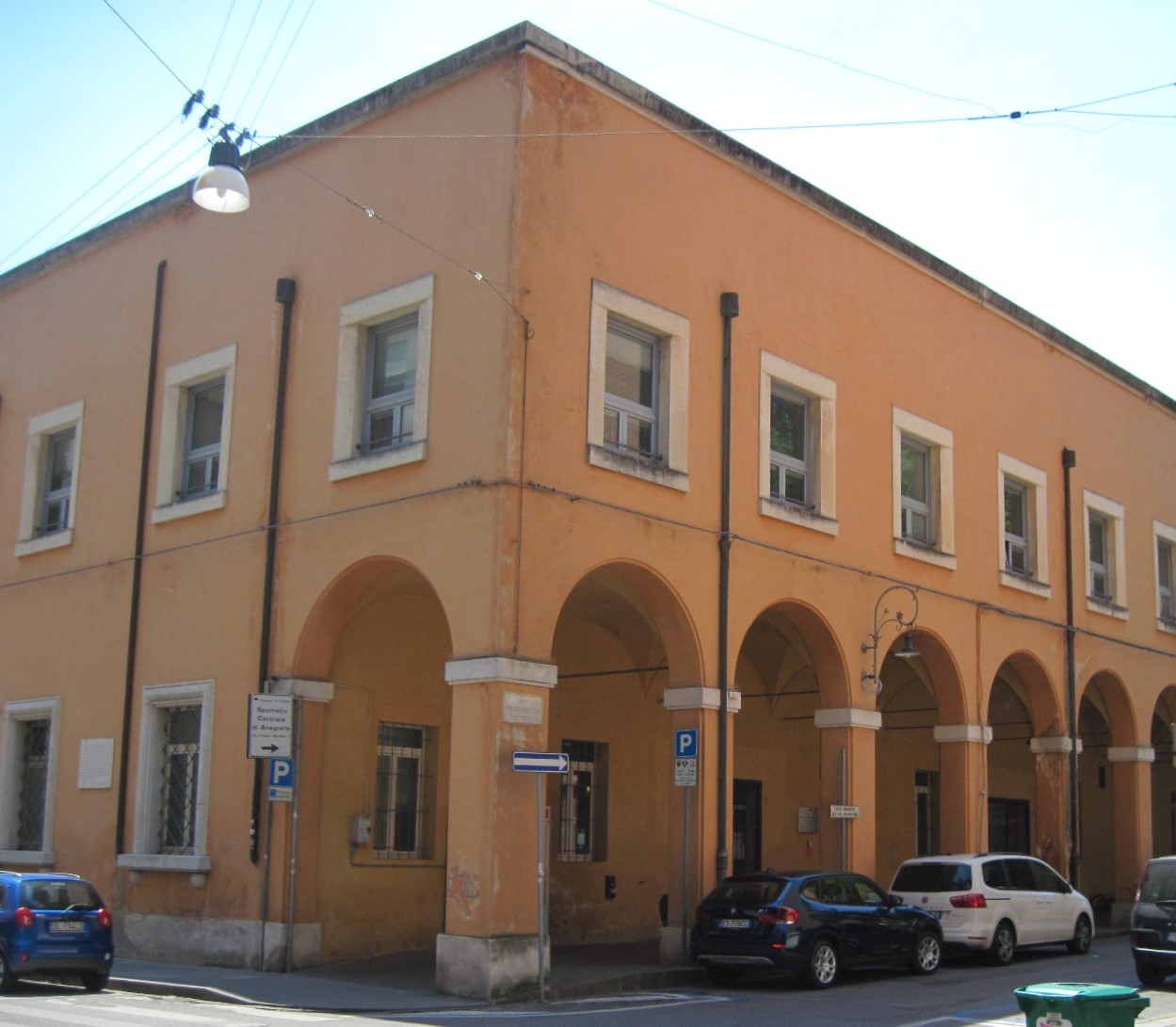
Ehemalige Caserma del Littorio in Ferrara

Die ehemalige Caserma del Littorio (dt.: Littorio-Kaserne) ist ein Gebäude aus dem Ende der 1920er-Jahre im Zentrum von Ferrara in der italienischen Region Emilia-Romagna. Es liegt an der Ecke der Via degli Spadari und der Via Fausto Beretta.

## Geschichte und heutige Nutzung

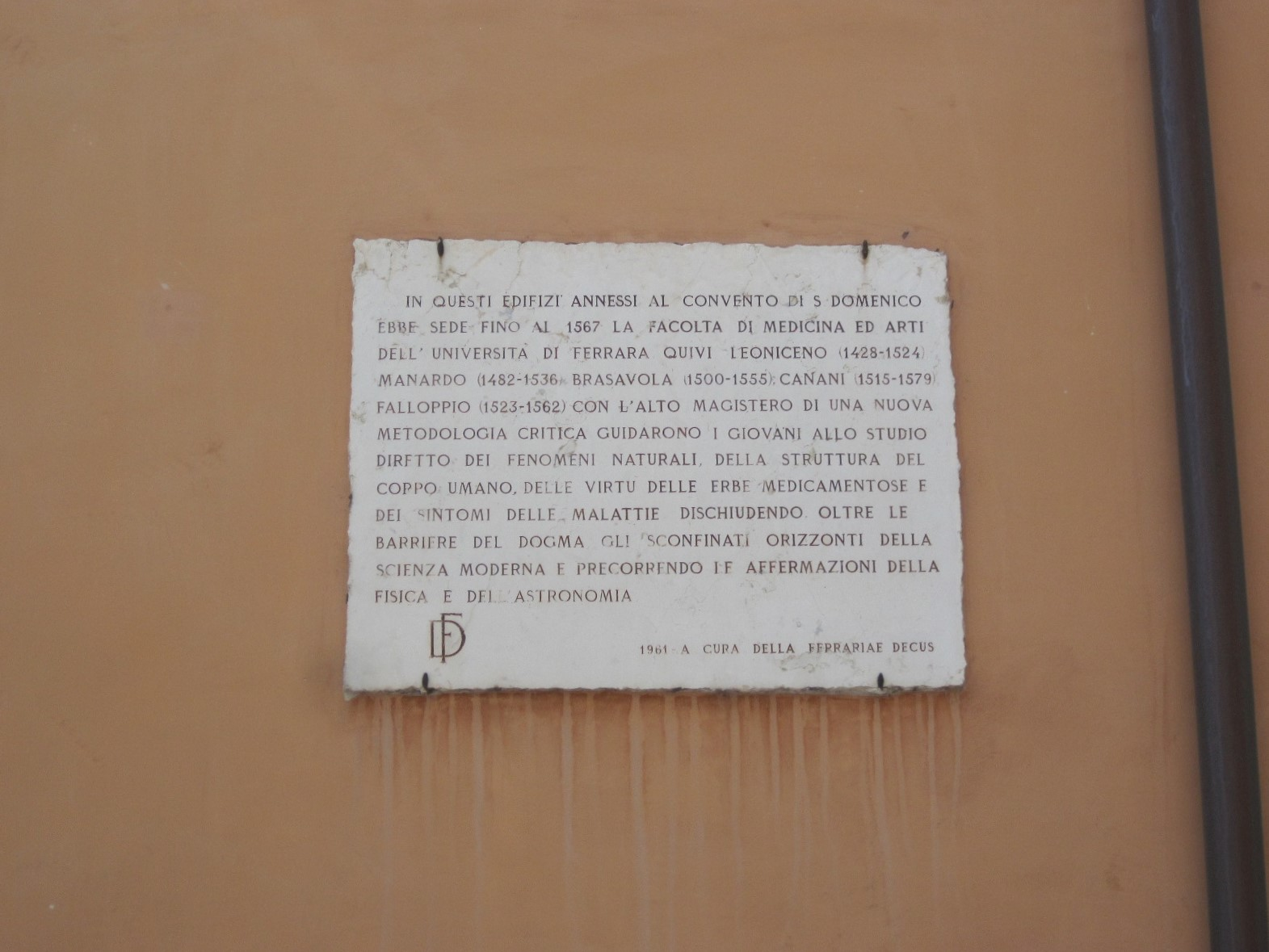
Erinnerungstafel an der Fassade zur Via degli Spadari hin

Wie auf einer Erinnerungstafel an der Fassade zur Via degli Spadari hin gezeigt, wurde die Kaserne an der Stelle gebaut, an der früher das Kloster San Domenico stand. Heute noch steht neben der ehemaligen Kaserne die Kirche gleichen Namens.
Die Kaserne wurde im Dezember 1936 in Anwesenheit von Edmondo Rossoni eingeweiht.
Das Gebäude wurde im Rahmen der Stadterneuerung errichtet, die später „Addizione Novecentista“ (dt.: Zubauten aus dem 20. Jahrhundert) genannt wurden, und war ein Ergebnis der Maßnahmen, die die Stadtverwaltung unter der Leitung des Bürgermeisters Renzo Ravenna einleitete, um der Stadt ein modernes Gepräge zu verleihen, die Besatzung zu unterstützen und den Wünschen von Italo Balbo zu folgen, Ferrara zum alten Glanz unter den Estes zurückzuführen. Bei diesem Entwurf kam erhebliche Unterstützung auch vonseiten des Corriere Padano, damals unter der Leitung von Nello Quilici.
Heute sind in dem Gebäude verschiedene Büros der Stadtverwaltung untergebracht.

## Beschreibung

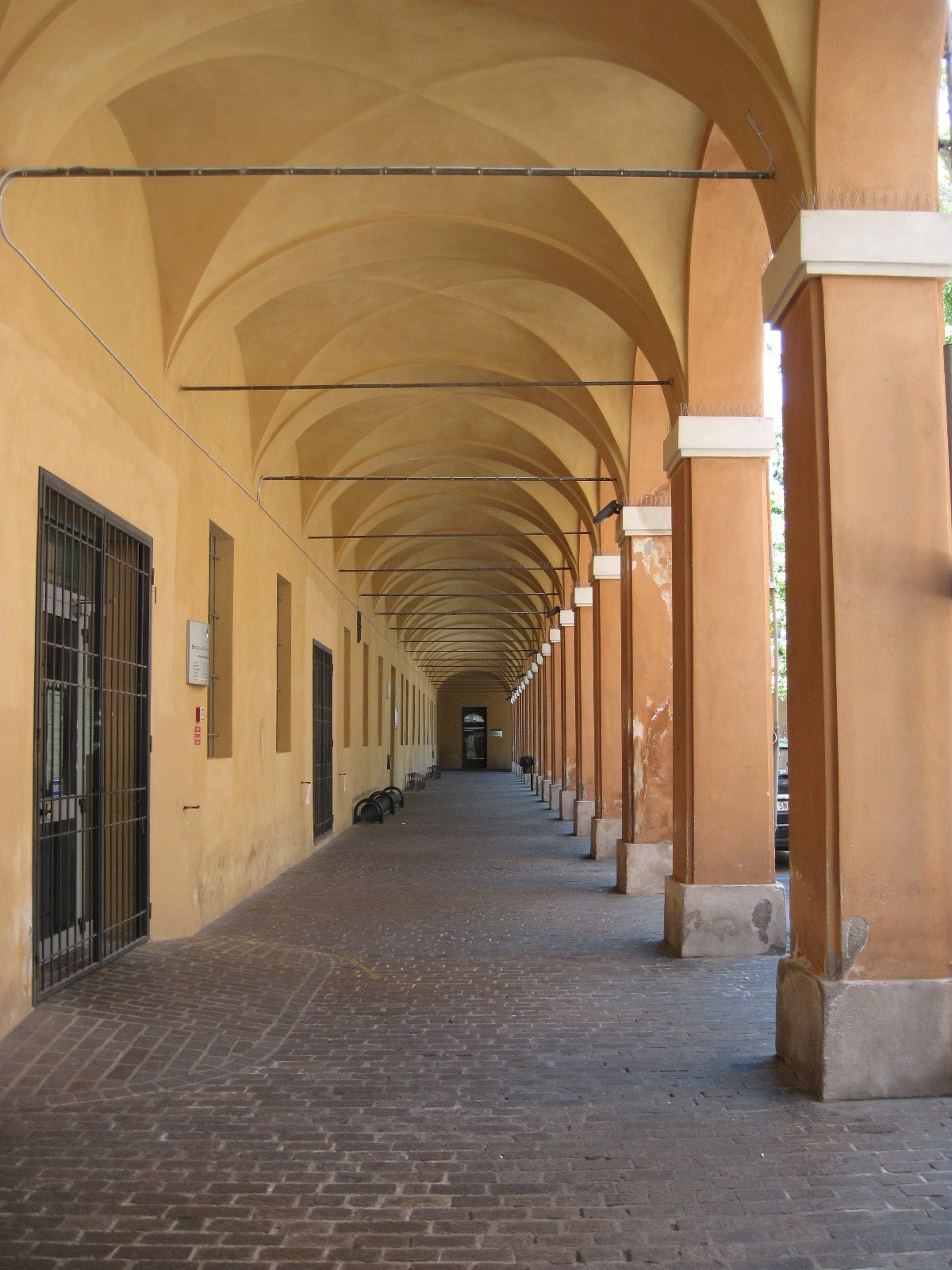
Detail der Vorhalle zur Via Fausto Beretta hin

Das Gebäude wurde im typischen Stil des italienischen Rationalismus gebaut, um eine Servicefunktion zu erfüllen. Die Vorhallen des alten Klosters wurden erhalten; man kann sie heute noch sehen. Einige architektonische Details, die sehr typisch für den Faschismus waren, wurden später entfernt, wie z. B. der Eingang zur Kaserne neben der Kirche San Domenico. Das Gebäude besteht sich noch heute in seiner originalen Größe mit seinen originalen Proportionen.